# Тишлек Галина Михайлівна
Галина Михайлівна Тишлек (* 15 листопада 1937) — радянський і український художник по гриму.

## Біографія
Закінчила Одеське театрально-художнє училище (1959). 
З 1974 р. — художник-гример Київської кіностудії ім. О. П. Довженка.
Член Національної Спілки кінематографістів України.

## Фільмографія
- «Лада з країни берендеїв» (1971)
- «Тільки ти» (1972)
- «Ефект Ромашкіна» (1973)
- «Поцілунок Чаніти»
- «Важкі поверхи» (1974)
- «Небо—земля—небо» (1975)
- «Театр невідомого актора» (1976)
- «Запрошення до танцю»
- «Перед іспитом» (1977)
- «Море» (1978)
- «Вавилон ХХ» (1979)
- «Сімейне коло» (1979)
- «Зустріч» (1980, к/м, новела з кіноальманаху «Молодість». Випуск 3-й)
- «Мільйони Ферфакса» (1980)
- «Ярослав Мудрий» (1981)
- «Повернення Баттерфляй»
- «Побачення» (1982)
- «На вагу золота» (1983)
- «Розсмішіть клоуна» (1984)
- «Два гусари» (1984, у співавт.)
- «Легенда про безсмертя» (1985)
- «Бережи мене, мій талісмане» (1986)
- «Самотня жінка бажає познайомитись» (1987)
- «Пам'ятай» (в рос. прокаті «Ізгой») (1991)
- «Оберіг» (1991, у співавт.)
- «Короткий подих кохання» (1992, у співавт.)
- «Записки кирпатого Мефістофеля» (1994, у співавт.)
- «Будемо жити!» (1995, у співавт.) та інші.